# Dlouhá (Praha)
Dlouhá (lidově Dlouhá třída) je ulice v Praze na Starém Městě v městské části Praha 1, která spojuje Staroměstské náměstí a ulici Revoluční.
Ulice vybíhá ze Staroměstského náměstí severovýchodním směrem a obloukem se stáčí na východ rovnoběžně s Vltavou a kolmo ústí do Revoluční třídy, kde na ni navazuje ulice Soukenická. Směrem od Staroměstského náměstí po asi 150 m prochází přes malý plácek, kde vlevo odbočuje za asanace nově vytvořená ulice V Kolkovně, ve směru úseku od Staroměstského náměstí navazuje Kozí, Dlouhá se zalamuje mírně vpravo, a ještě více vpravo vybíhá ulice Masná. O něco dále vlevo odbočuje Rámová, pak přetíná ulici Rybnou a před Revoluční vpravo odbočuje Benediktská a vlevo Hradební, nazvaná dle opevnění Starého města dříve zde probíhající v trase Revoluční třídy. Jednosměrná je v úseku Staroměstské nám. – Kozí a v opačném směru v úseku Rámová – Kozí, neumožňuje tedy přímé dopravní spojení z jednoho konce na druhý.
Historicky zde už od dob utváření osady kolem tržiště (pozdějšího Staroměstské náměstí) probíhala jedna z nejdůležitějších obchodních stezek, která pokračovala přes německou kupeckou osadu v oblasti Petrské čtvrti (okolo Petrského náměstí) k brodům u Štvanice a dále, kde zajišťovala spojení Prahy s Pojizeřím a východními Čechy.
Dnes už je její hospodářský i dopravní význam spíše druhořadý. Nachází se zde Divadlo v Dlouhé a klub Roxy. Z památek zaslouží pozornost zejména dům U Zlatého stromu s renesančním arkádovým dvorem.